# Вима
Ви́ма (иначе бе́ма; др.-греч. βῆμα — трибуна, ступень, возвышение) или иератион — часть храма:
1. Первоначально — престол, затем название платформы, на которой этот престол находится.
2. Восточная часть храма, в которой находится престол. В Русской православной церкви эта часть храма называется алтарём[2].
3. Дополнительное членение между подкупольным пространством храма (наосом), или восточным рукавом креста в плане здания, и алтарной частью.

В христианском храме вима — та или иная его часть, возвышающаяся над уровнем пола.
Это греческий перевод еврейского термина, обозначающего культовое место (бама; мн. ч. бамот) для языческих жертвоприношений. На таких местах часто строилось святилище «капище высот» (великая бама).
В Септуагинте термин «вима» используется как мера длины («стопа ноги»). Этот термин связывает значение «вступать, всходить» с понятиями «судилище, судебная трибуна» (Е. Ренхарт).